# Harensche Bosch
Het Harensche Bosch is een bos in beheer van Het Groninger Landschap. Het bos van negen hectare ligt in de Veldstreek, ongeveer 2,5 kilometer ten zuidwesten van Zevenhuizen. Het bos staat bekend om zijn, voor Groningse begrippen, grote hoogteverschillen. Dit komt omdat het bos op een zogeheten 'haar' ligt, een zandige verhoging. Het hoogste punt ligt op ongeveer 8,6 meter boven NAP.
Door het bos loopt een onverhard bospad.